# Ahar (Iran)

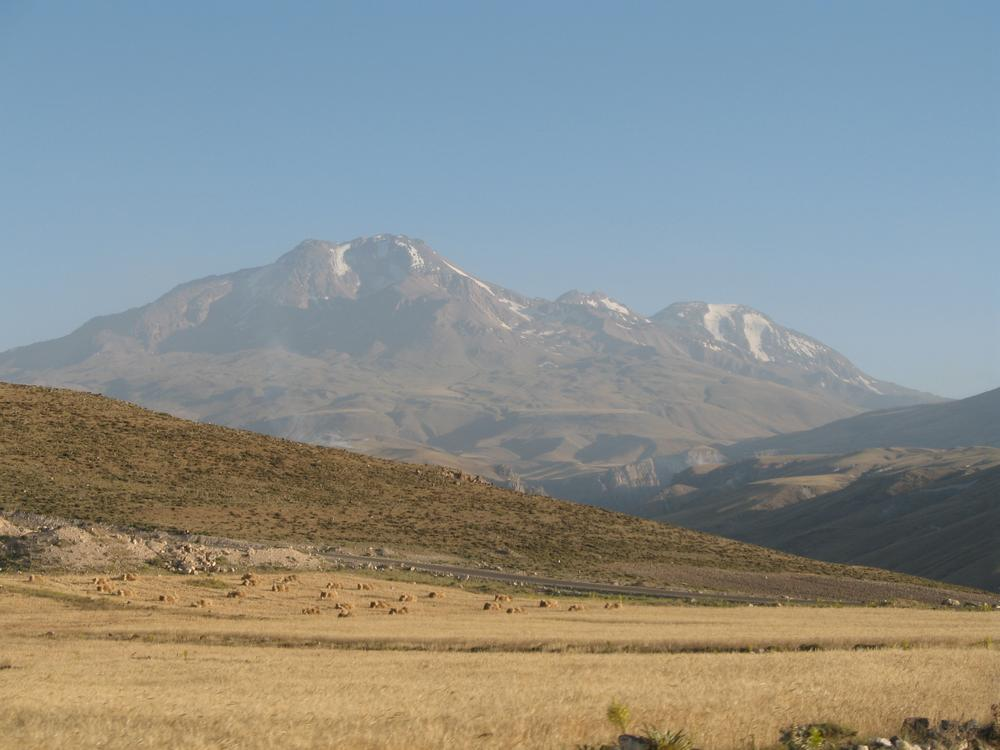
La ciutat d'Ahar es troba a la cara nord-oest de la muntanya de Sabalan.

Ahar és una ciutat de l'Iran, a l'Azerbaijan iranià província de l'Azerbaidjan Oriental, a uns 90 km al nord-oest de Tabriz, i a la riba del riu Ahar-Tehai, tributari del riu Arras. Les terres de la rodalia són molt fèrtils i productives i són conegudes com a šahrestān d'Ahar (localment Ārāzbār o Arasbārān), que és un del deu šahrestāns de la província. Està dividit en 17 districtes (dehestāns)
La ciutat vella està envoltada de muralles i a la mesquita principal hi ha la tomba d'un santó venerat pels xiïtes. El territori fou dominat per Babak des de vers el 800 al 837. Després fou centre la regió de Mimad. Al segle xi i XII pertanyé als seljúcides i al segle xii va passar als ahàrides (Moluk-e Ahar). Pishtaqin ben Muhammad va emetre moneda a la ciutat (vers 1191 o 1192). La dinastia pishtaquínida va governar en els següents anys amb Ozbaq, Abu Bakr, i Nusrat al-Din Mahmud, fins al 1226. L'historiador Ḥamdallāh Mostawfī assenyala aquesta dinastia com d'origen georgià. Els Il-kans hi van residir als estius. El 17 d'octubre de 1284 fou executat en aquesta ciutat Khwadja Shams al-Din Muhammad Djuwayni, conegut per Sahib Diwan, per ordre de l'Il-khan Arghun Khan, fill d'Abaka.
La història local sota timúrides, cobànides, djalayàrides, Kara Koyunlu i Ak Koyunlu és poc rellevant. Sota els Safàvides, Abbas I el Gran hi va erigir un santuari o zawiya, un gran jardí i la tomba del shaikh Shihab al-Din Mahmud ʿAtīqī Tabrīzī, i el xa la va visitar personalment el 1605 i 1611/1612. Al final del període safàvida el govern de la regió fou concedit als descendents i parents de Khalifa Ilyas Karadja Dagh però sota els qajars va passar a prínceps d'aquest llinatge com Abbas Kuli Khan, Hadjdj Muhammad Khan Karaguzlu, Sayf al-Muluk Mirza, Muhammad Mirza (després Muhammad Shah), Murad Mirza Husam al-Sultana, Adud al-Dawla, i Ayn al-Dawla.
Sota la nova divisió provincial, Arasbaran o Ahar fou incorporada al comtat de Tabriz però el 1944 es va crear el comtat d'Ahar.
Els tres monuments principals són la capella de shaikh Shihab al-Din Mahmud ʿAtīqī Tabrīzī, la tomba de Shaikh ʿEmād-al-dīn i la mesquita de Jāme.